# Kalaallit

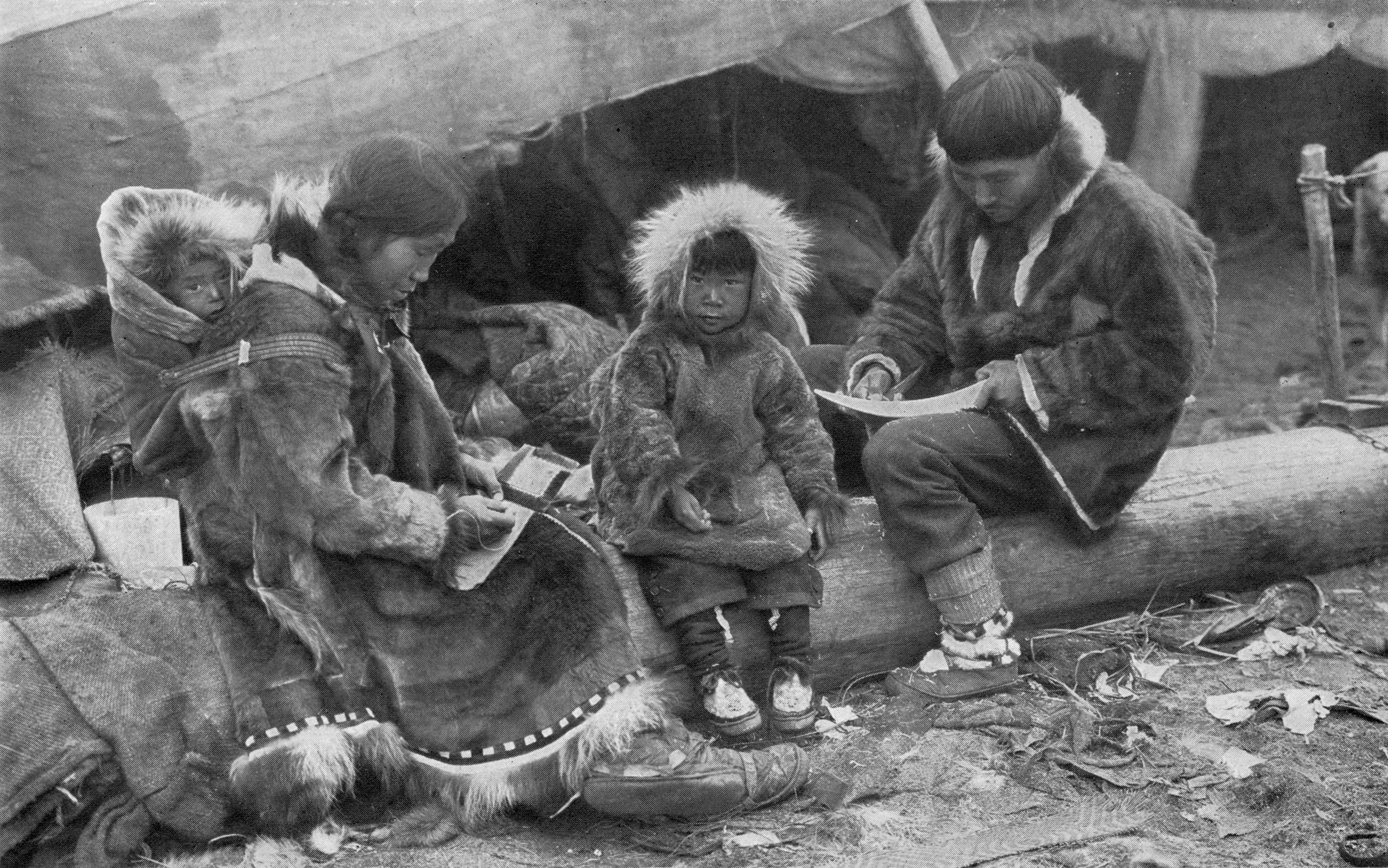
Familia Kalaallit l'any 1917

Kalaallit és el terme contemporani en idioma kalaallisut per a referir-se als pobles indígenes que viuen a Groenlàndia, illa també anomenada Kalaallit Nunaat. El terme en singular és kalaaleq. Els Kalaallit són part de l'ètnia inuit de l'Àrtic. L'idioma parlat pels inuit a Groenlàndia és el kalaallisut.
El 2012 aproximadament el 89 % dels 57.695 habitants de Groenlàndia són inuit, o 51,349 individus. Etnogràficament es divideixen en tres grups:
- els Kalaallit de Groenlàndia occidental, que parlen Kalaallisut
- els tunumiit de Tunu (Groenlàndia oriental), que parlen tunumiit oraasiat ("groenlandès oriental")
- els Inughuit del nord de Groenlàndia, que parlen Inuktun ("esquimals polars")

Històricament, Kalaallit es refeix específicament al poble de Groenlàndia Occidental. Els groenlandesos septentrionals s'anomenen a si mateixos Avanersuarmiut o Inughuit, i els groenlandesos orientals a'anomenen tunumiits, respectivament.

## Regions
Kalaallit es consideren descendents dels Dorset i dels thules, que es van assentar a Groenlàndia en temps antics. Els Kalaallit viuen en tres regions: Polar, Est, i Oest. En la dècada de 1850 els inuit del Canadà s'uniren a les comunitats inuit polars.
Els inuit de l'est, o Tunumiit, viuen en la zona del clima més suau de Groenlàndia, en el territori anomenat Ammassalik. Els caçadors hi poden caçar mamífers marins tot l'any des de kayaks.

## Art
Els Kalaallit tenen una gran tradició artística basada a cosir pells d'animals i fer màsqueres. També són coneguts per fer unes figures art ístiques anomenades tupilaq o un "objecte de l'esperit del mal." A Ammassalik hi prosperen les activitats artístiques tradicionals. L'ivori de la balena Physeter macrocephalus continua sent un material valuós per esculpir.